# 柏林—施潘道运河

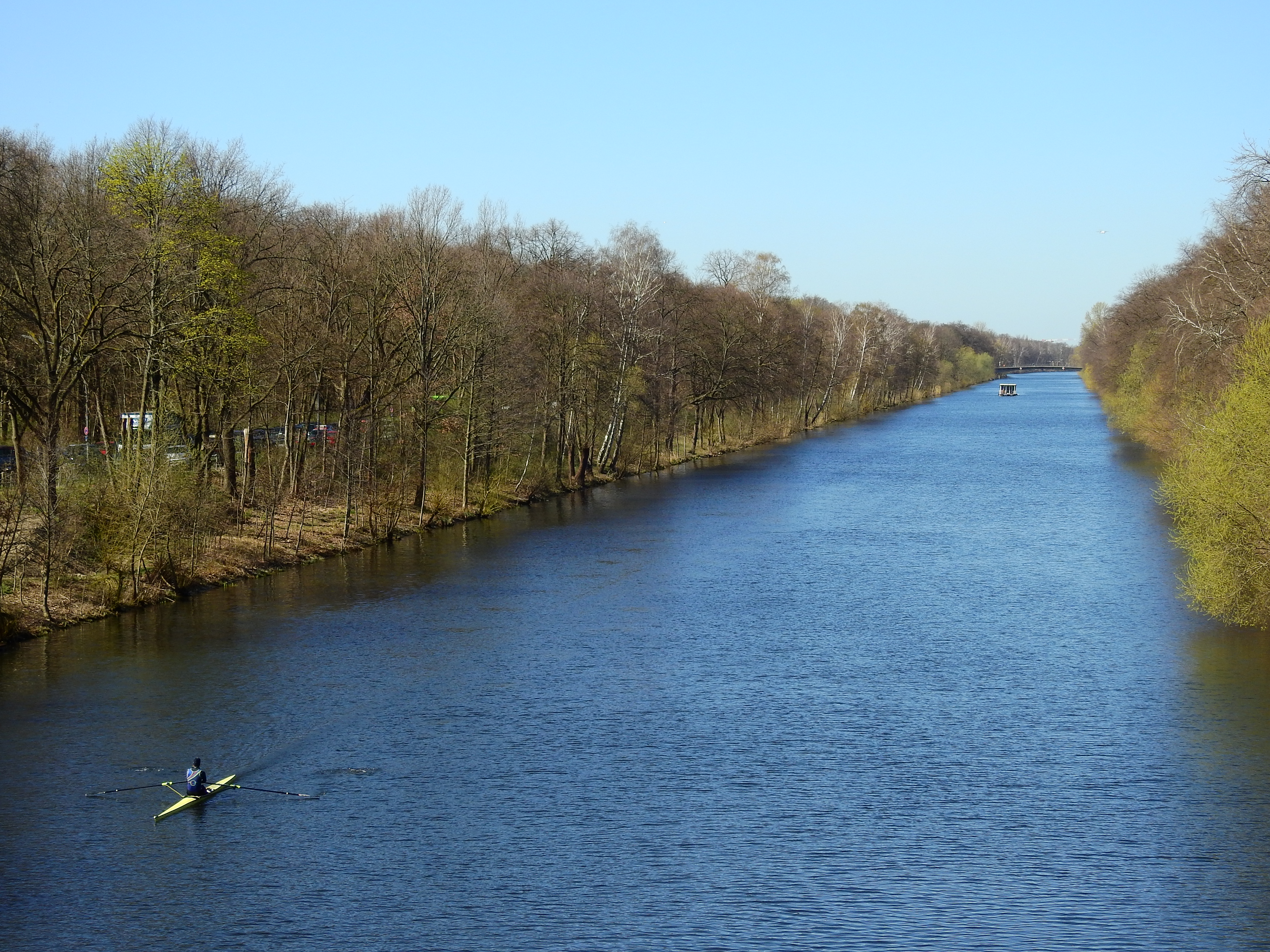
柏林—施潘道运河

柏林-施潘道运河（德語：Berlin-Spandauer Schifffahrtskanal）是位于德国柏林的一条运河，建成于1848-1859年间。该运河长12.2公里，联通施潘道北部的哈弗爾河河段和柏林火车总站附近的施普雷河河段。